# Eastermar
Eastermar ([jɛstrmar]) (Nederlands: Oostermeer) is een dorp in de gemeente Tietjerksteradeel, in de Nederlandse provincie Friesland. Het ligt ten noorden van Drachten en ten zuidoosten van Bergum.
In 2023 telde het dorp 1.585 inwoners en heeft een haven aan de Lits. Onder het dorp vallen ook de buurtschappen De Joere, Hoogzand, Schuilenburg (deels) en Witveen.

## Geschiedenis

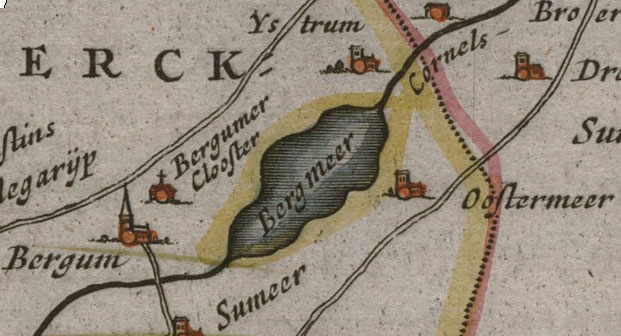
Eastermar (als Oostermeer, geschreven met een lange s) op een kaart uit de atlas van Blaeu, omstreeks 1630

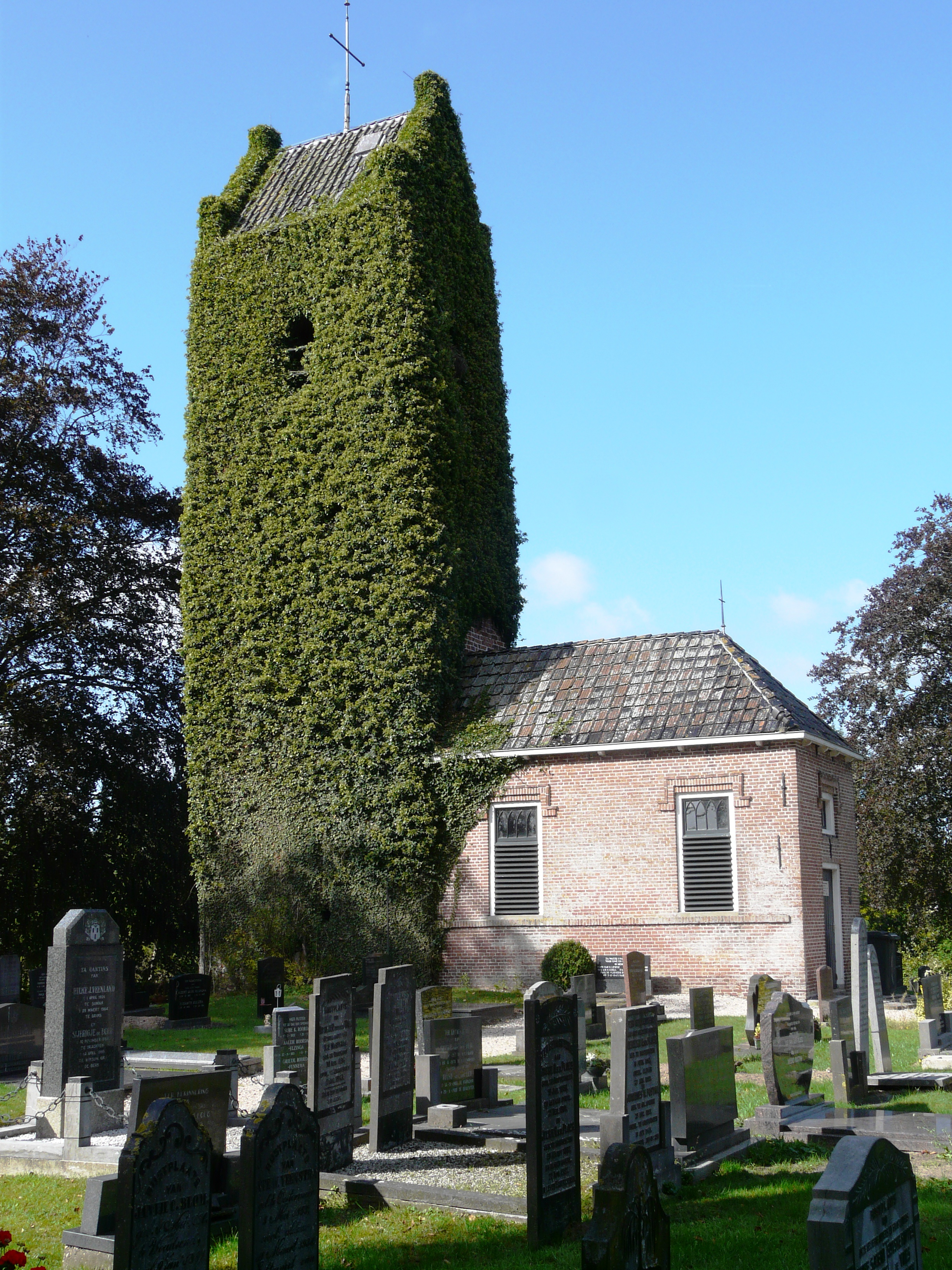
Toren van de oude kerk van Eastermar

Eastermar is gelegen tussen de meren Bergumermeer en De Leijen. Ten noorden van het dorp ligt de buurtschap Hoogzand (It Heechsân), ook wel Hoogzand-Oostermeer of voluit het Hoogzand van Oostermeer genoemd. Oorspronkelijk lag hier de kern van de oude nederzetting Eastermar (zie een detail van de kaart Frisia occidentalis van Gerard Freitag en Adrianus Metius uit de atlas van Blaeu uit omstreeks 1630; Eastermar is hier ingetekend op de plaats van het huidige Hoogzand).
De eerste vermelding van de plaats is in 1422 als Aestermer, in het Oudfries. In 1447 als werd het in het Nederlands als Oestmeer vermeld. Tijdens de vervening van het gebied ontstond er in de 16e eeuw ten zuiden van Hoogzand een nieuwe nederzetting, de Wâl, bij de al bestaande haven aan de oever van de Lits. De nieuwe plaats was gunstig gelegen vanwege de vaarverbindingen en overvleugelde in de eeuwen daarna langzaam de oude dorpskern.
In de 17e eeuw was de oude kern nog het centrum, dat aangeduid werd als Burthe. In de 19e eeuw werd De Wâl Oostermeer en de oude dorpskern werd Hoogzand genoemd. Hoogzand werd een buurtschap van Eastermar. De oude kerk van Eastermar werd in de middeleeuwen in Hoogzand gebouwd. Ook de nieuwe kerk, die de in de 19e eeuw afgebroken oude kerk verving, staat in Hoogzand. De gereformeerde kerk werd in het huidige Eastermar gebouwd.
Amateurarcheoloog Pieter Horjus ontdekte tussen 1925 en 1942 bij Eastermar een belangrijke collectie laatpaleolithische artefacten behorend tot de Tjongercultuur.

## Geologie

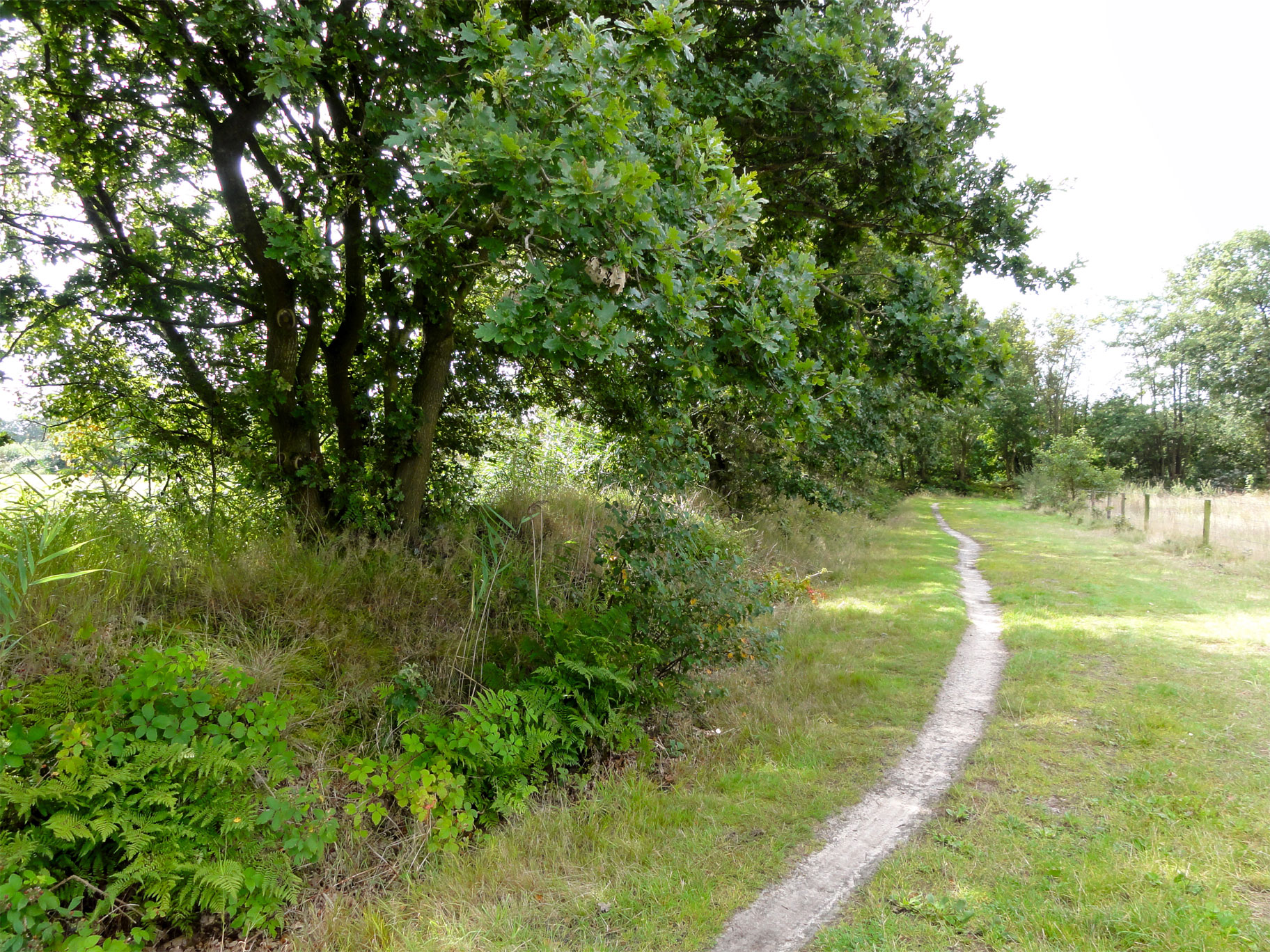
Coulisselandschap ten noorden van Eastermar, ter hoogte van Hoogzand

Naar de plaats is het Oostermeer Interglaciaal genoemd. Het 'Oostermeer Interglaciaal' is een gematigd-warme periode uit het Midden-Pleistoceen.
De omgeving van Eastermar wordt gekenmerkt door een coulisselandschap met houtwallen.

## Geboren in Eastermar
- Marten Baersma (1890–1918), Fries schrijver
- Dam Jaarsma (1914–1991), Fries schrijver, dichter en verzamelaar van volksverhalen
- Tineke Schokker (1952), politica
- Rimer Veeman (1972), muzikant en producer